# جک دلانو
جک دلانو (انگلیسی: Jack Delano؛ ۱ اوت ۱۹۱۴ – ۱۲ اوت ۱۹۹۷) یک عکاس، و آهنگساز اهل ایالات متحده آمریکا بود.
وی همچنین برنده جوایزی همچون کمک هزینه گوگنهایم شده است. او از عکاسان پروژه اداره حفاظت از مزارع (FSA) بود.

## نگارخانه

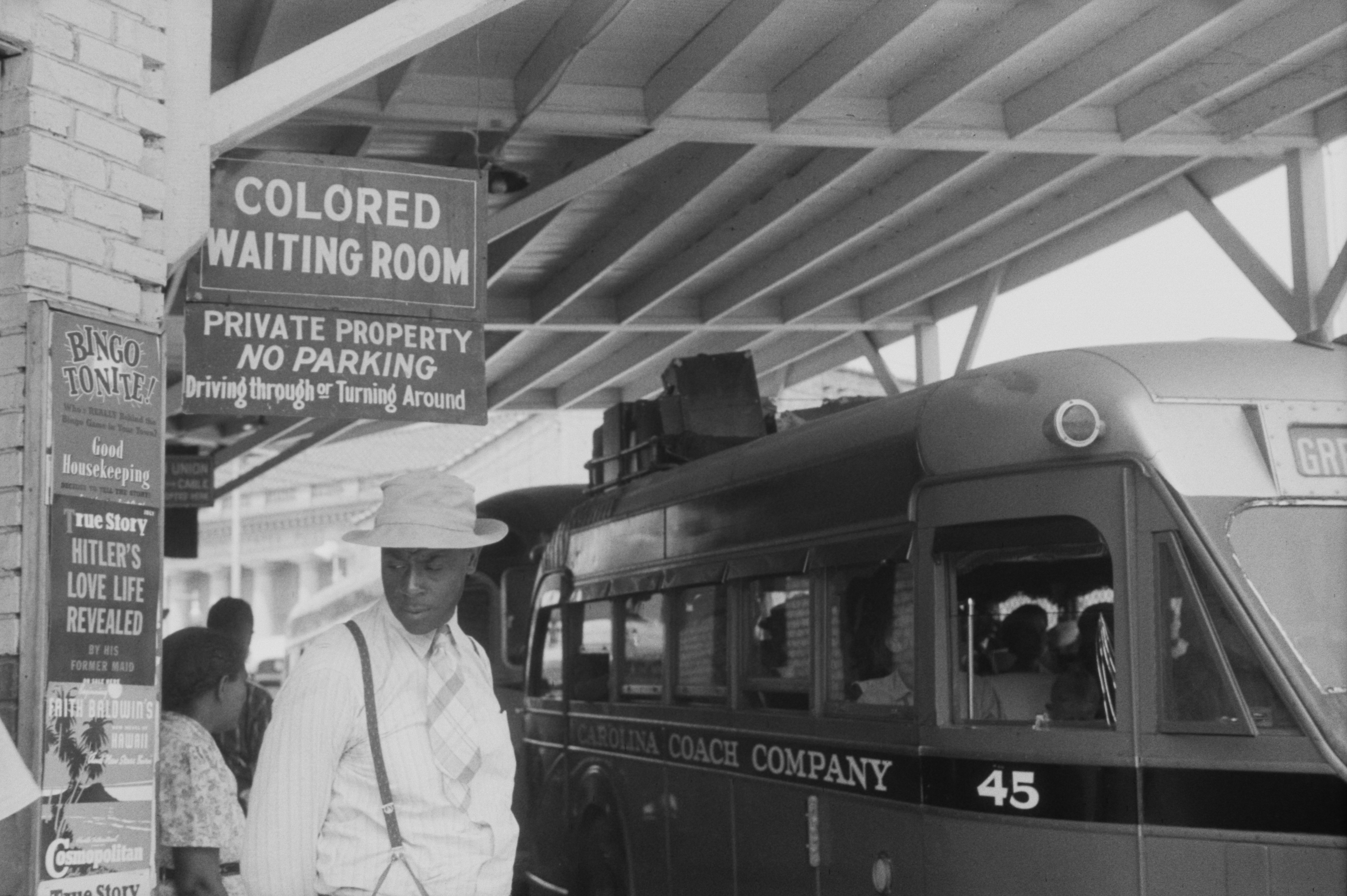
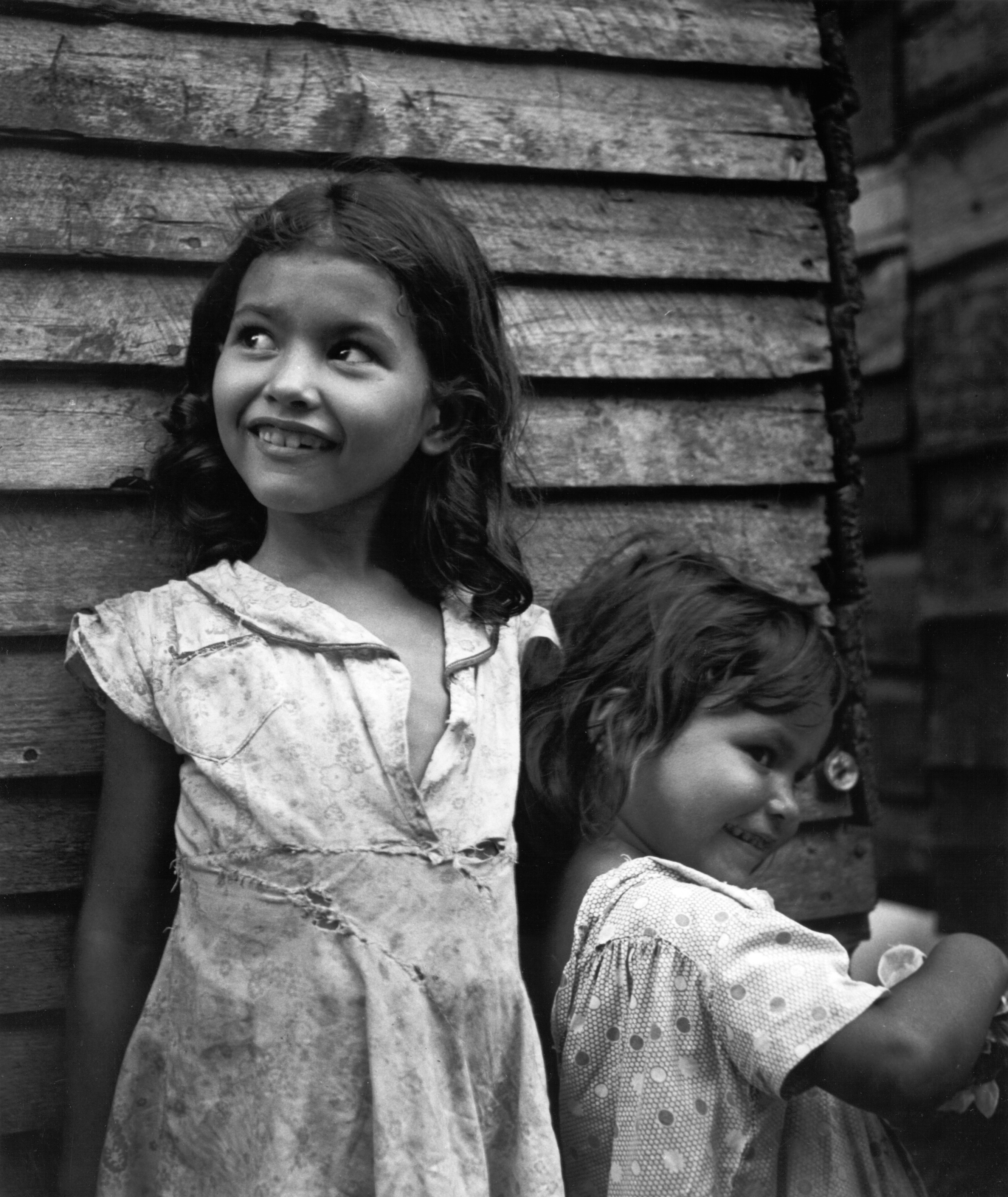
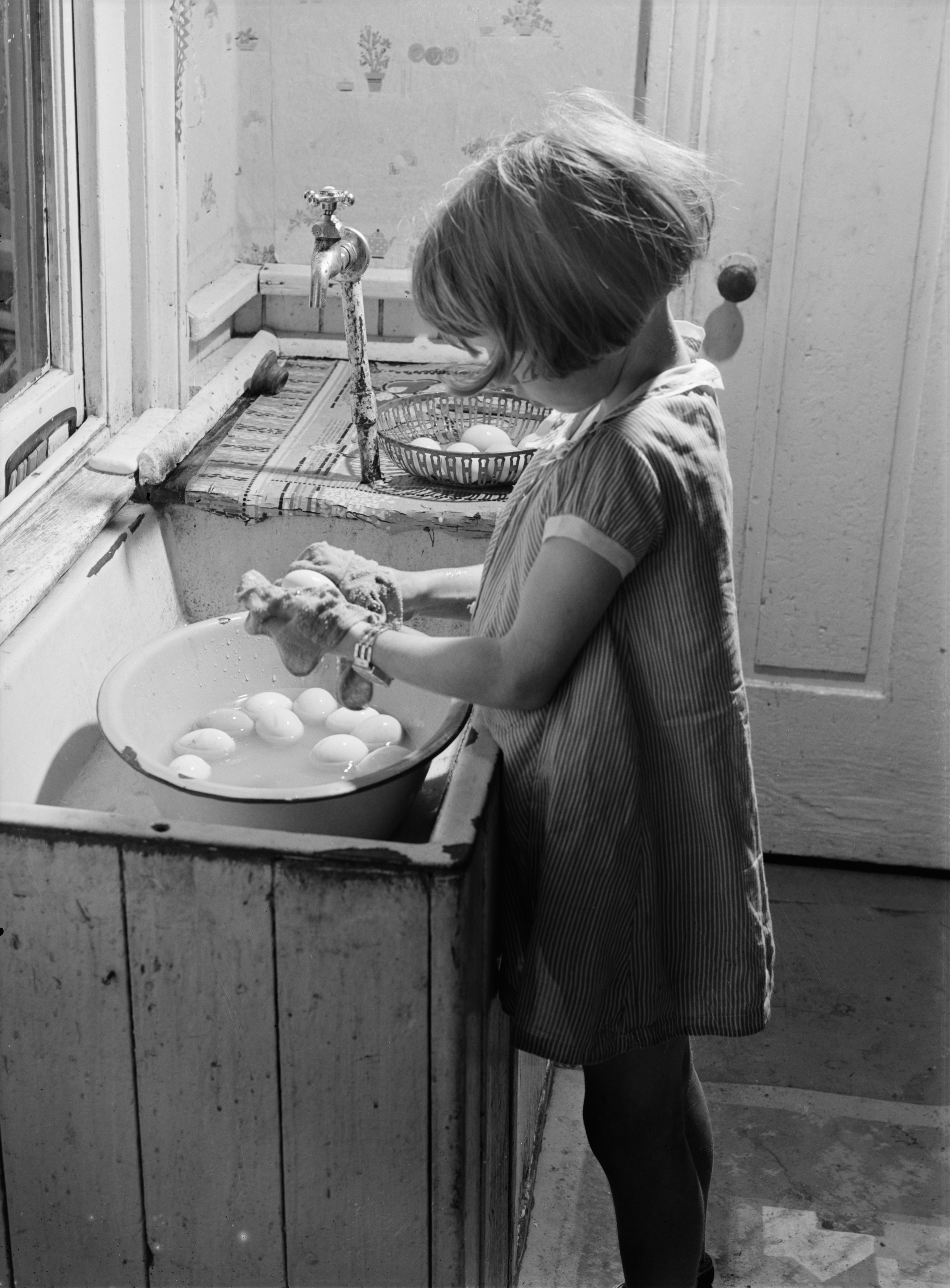